# Бала Айдахарлы
Бала Айдахарлы — apxeoлогический памятник железного века датированный VII—II вв. до н. э. на территории Казахстана.

## Описание
Бала Айдахарлы представляет собой курган, сложенный из камней, диаметром 20 метров. Он расположен на территории Шетского района Карагандинской области республики Казахстан в 48 км от Кызылтау.
Курган был исследован Центрально Казахстанской археологической экспедицией под руководством Жолдасбека Курманкулова в 1982 году.